# Bradford & Bingley Stadium-branden
Bradford City stadionbrand inträffade 11 maj 1985  då en läktare på Bradford City AFC hemmaarena Valley Parade började brinna under säsongens sista match. 56 personer miste livet och omkring 265 skadades. Arenan var känd för sin gamla och antika utseende med trätak över läktaren. Branden är den största brandolyckorna inom fotboll.

## Kuriosa
Utanför arenan har offren för olyckan fått ett monument. 